# سينيورنت
سينيورنت (بالإنجليزية: SeniorNet) هي منظمة غير ربحية مكرسة لمساعدة الأفراد وكبار السن من 50 سنة فما فوق، وتعليمهم كيفية استخدام أجهزة الحاسوب والإنترنت ، بأكثر من 200 مركز تعليم على الصعيدين الوطني والدولي وعضوية ما يقرب من 20,000 منتسب، سينيورنت هي شركة رائدة في مجال تعليم التكنولوجيا للمسنين، فقد مكنت سينيورنت منذ تأسيسها في عام 1986 الملايين من كبار السن من تعلم التكنولوجيا واستعمال الحاسوب والإنترنت.
توفر سينيورنت منهجًا شاملًا بأكثر من 30 دورة، يُعدها آلاف المتطوعين المدربين في مراكز سينيورنت لتعليم الحاسوب، باستخدام منهجية «الكبار يعلمون الكبار» التي أثبتت فعاليتها،حيث يقوم كبار السن بتدريس أقرانهم؛ لأنهم الأقدر على فهم إحتياجاتهم ومتطلباتهم العلمية في مجال الحاسوب والإنترنت.

## خلفية تاريخية
تأسست سينيورنت عام 1986 بسان فرانسيسكو، كاليفورنيا، على يد الدكتورة ماري فيرلونج. وفي 2005، نُقل المقر إلى سانتا كلارا، كاليفورنيا. بدأت كبحث ممول من مؤسسة ماركل لدراسة كيفية استخدام الحاسوب والاتصالات لتحسين حياة كبار السن.
من باب الفائدة وكيف قامت التكنولوجيا بتعزيز حياة كبار السن، سعت ماري فيرلونج للبحث عن مصدر للتمويل. وبعد الكثير من التردد والريبة، حاولت ماري فيرلونج Dr. Mary Furlong أن تجد تمويلًا لبرنامج دعم كبار السن لاستخدام أجهزة الحاسوب. 
في عام 1986، مؤسسة ماركل، والتي مقرها في نيويورك، ويديرها لويد N. Morrisett، اُعْتُرِف بالإمكانات التي كانت موجودة وبتمويل مشروع بحثي، ومقره في جامعة سان فرانسيسكو. اُفْتُتِحَت خمسة من مراكز التعليم مع عشرين من كبار السن في تلك السنة. تبرعت شركة أبل (Apple) بأجهزة حاسوب للأفراد والمراكز.
ثم بعد ذلك وعلى مدى السنوات القليلة التالية، حازت سينيورنت احترامًا في المجتمع واكتسبت داعمين ورعاة جدد، مما أدى إلى افتتاح المزيد من مراكز التعليم. في هذا الوقت، بدأت المنظمة تحظى باهتمام الصحافة الوطنية، التي تسببت في فيضان من الاهتمام من كبار السن من جميع انحاء البلاد.
في مراكز تعليم الحاسوب التابعة لسينيورنت، يمكن للأعضاء أن يأخذوا دروسًا في جميع مستويات الخبرة وتعلم مهارات الحوسبة الجديدة مثل: «أساسيات الحاسوب '،' الإنترنت والبريد الإلكتروني '، ' التصوير الرقمي، البيع و الشراء على موقع إي باي eBay» والعديد من استخدامات موقع جوجل، وأكثر من ذلك، في بيئة ودية وأخوية بدون أية ضغوط أثناء التعلم والاكتساب، فالمتطوعون والاساتذة كما أسلفنا الذكر، هم من كبار السن ويعلمون جيدًا عامل الضغط والخوف عند كبار السن خصوصًا أولئك الذين لم يستعملوا الحاسوب في حياتهم أبدًا، وأولئك الذين يجدون صعوبة في استعمال فأرة الحاسوب لأول مرة.
إن مراكز تعليم الحاسوب والإنترنت التابعة لسينيورنت هي مراكز تعليم يديرها أكثر من 4,000 من المتطوعين كبار السن من جميع أنحاء البلاد مع منهج موحد والذي يقدمه المقر الرئيسي لسينيورنت في فورت مايرز بفلوريدا. 
بالإضافة إلى مراكز التعلم التابعة لها، تقدم سينيورنت دروسًا على الإنترنت «اونلاين online» والعديد من مجموعات النقاش تتراوح بين الأحداث الحالية والهوايات، والاهتمام بالمسائل الصحية. يزور موقع سينيورنت أكثر من مليوني زائر شهريًا.
اعتبارًا من عام 2007، تشتغل سينيورنت بستة موظفين يعملون بدوام كامل وأربعة موظفين بدوام جزئي. 
يأتي مدخول سينيورنت من رسوم العضوية (الانخراط والتسجيل في الموقع للحصول على امتيازات سينيورنت) ورسوم الدروس المقدمة من طرف سينيورنت، وأيضا من تبرعات الأفراد والمواطنين والدعم السخي ورعاية الشركات والمؤسسات الكبرى في الولايات المتحدة الأمريكية أمثال شركة مايكروسوفت (Microsoft) وشركة أدوبي (Adobe).
ملاحظة: غُيِّر مؤخرًا مقر سينيورنت من ولاية فيرجينيا إلى ولاية فلوريدا.

## محطات
1986- سينيورنت تفتتح أول مراكز التعليم الخاصة بها.
1987- أول نشرة فصلية لسينيورنت تعرف بدايتها.
1988- عُقِدَ المؤتمر الوطني الأول في جامعة سان فرانسيسكو. والموضوع هو "بناء مجتمع من كبار السن - مستخدمي الحاسوب. وتضم قائمة الرعاة شركة أبل، Pacific Telesis، ومؤسسة ماركل، ومؤسسة جراحة العيون (Ophthalmologic Surgery Society).
.
1990- أُدْرِجَت سينيورنت في (501c) (3) باعتبارها منظمة تعليمية غير ربحية وتؤسس أول مقر مستقل لها في سان فرانسيسكو.
```
الدون Rawitch يكتب وينشر أغنية "Seniornet".
```

## الجوائز
1- مُنِحَت سينيورنت جائزة التكنولوجيا لمنظمة غير ربحية عام 1999 من قبل OMB Watch لمنتدى مات لايف سولوشنز (MetLife Solutions).
2- حَصَلت سينيورنت على جائزة ويبي الأولى كافضل موقع جمعوي في عام 1999.
3- اختير موقع سينيورنت من بين المواقع العشرة الأولى التي تعتني بكبار السن من طرف eMarketer. حيث قُيِّمَ أكثر من 75 موقع على شبكة الإنترنت في هذا المجال أي المواقع المتخصصة والمكرسة لخدمة كبار السن.
4- اُخْتِير موقع سينيورنت مرة أخرى كأفضل موقع لجمعية أو منظمة تعتني بشؤون كبار السن من طرف مجلة إنترنت لايف (Internet Life Magazine) التابعة لموقع ياهو! في قائمتها «أفضل 100 مواقع ويب» لعام 2000.
5- تلقت سينيورنت جائزة Susan G. Hadden Pioneer من طرف Alliance for Public Technology تقديرا لتفانيها في تمكين كبار السن من خلال استخدام التكنولوجيا في عام 2007.

## وصلات خارجية
- seniornet.org - موقع سينيورنت الرسمي

## الشبكات الاجتماعية
http://seniornet.org/blog - البلوجر الرسمي
- حساب التويتر الرسمي
https://www.youtube.com/channel/UCSQzkc_BE5NG4UdbFt4uhTg - قناة اليوتيوب الرسمية
https://www.pinterest.com/SeniorNetOrg/ - حساب البنترست الرسمي
http://seniornetorg.tumblr.com/ - حساب التمبلر الرسمي
http://www.stumbleupon.com/stumbler/seniornetorg - حساب ستامبل ابون الرسمي
https://plus.google.com/116009756819869820822/] - حساب جوجل بلس الرسمي
https://www.flickr.com/photos/131626105@N04/ - حساب الفليكر الرسمي